# جائزة إيطاليا الكبرى للدراجات النارية 2002
جائزة إيطاليا الكبرى للدراجات النارية 2002 هو سباق دراجات نارية أقيم بتاريخ 2 يونيو 2002 في حلبة موجيلو. كان الجولة الخامسة من أصل 16 في سباق الجائزة الكبرى للدراجات النارية موسم 2002. فاز الإيطالي فالنتينو روسي بفئة الموتو جي بي بينما جاء الإيطالي ماكس بياجي في المركز الثاني وحصل على المركز الثالث الياباني توهرو أوكاوا.

## وصلات خارجية
- الموقع الرسمي